# The Children of the New Forest
The Children of the New Forest (en español: Los Chicos del Bosque Nuevo) es una novela infantil publicada en 1847 por Frederick Marryat. Está ambientada en tiempos de la Guerra Civil Inglesa y la Mancomunidad de Inglaterra.

## Argumento
Los hijos del Coronel Beverley, un oficial de caballería fallecido en la Batalla de Naseby, parece ser que han muerto cuando su casa en Arnwood es incendiada por soldados parlamentaristas, es decir, favorables al Parlamento de Inglaterra frente al Rey. Sin embargo, logran escapar y son salvados por Jacob Armitage, guardabosques, en su casa de campo en el New Forest, una zona en el sur de Inglaterra que incluye grandes extensiones de campo de pastura, arbustos y bosques antiguos. La historia describe como se adaptan los niños al cambio del estilo de vida aristocrático al de los simples silvicultores. Los niños son ocultados como nietos de Armitage.
Tras la muerte de Conchita, Edward Beverley se marcha y trabaja como secretario para un puritano, responsable de los realistas en el New Forest. Entonces él se alista en el ejército del futuro Rey Carlos III, y después de la derrota realista en la Batalla de Worcester huye a Francia y vive en el exilio hasta la Restauración.
Sus hermanos, que siguieron viviendo en el New Forest, acaban reuniéndose con él tras el retorno del Rey.